# 2013 في كولومبيا
فيما يلي قوائم الأحداث التي وقعت خلال عام 2013 في كولومبيا.

## سياسة

### تعيين في المنصب
- 13 سبتمبر – ألفونسو غوميز منديز Minister of Justice and Law of Colombia ‏.

## رياضة
- 1 يناير – كأس كولومبيا 2013 الفائز أتلتيكو ناسيونال.

## وفيات

### فبراير
- 23 فبراير – خوسيه غوستافو ميسيل راميريز (مواليد 1934)

### أبريل
- 9 أبريل – لويس أنطونيو نوفا روتشا (مواليد 1943) كاهن كاثوليكي.
- 14 أبريل – خايمي إنريكي دوك كوريا (مواليد 1943) كهنوت كولومبي.

### يونيو
- 15 يونيو – إيفاريستو ماركيز (مواليد 1939)
- 22 يونيو – لياندرو دياز (مواليد 1928) موسيقي كولومبي.

### يوليو
- 25 يوليو – خوان ديفيد أوتشوا فاسكيز (مواليد 1949) مهرب مخدرات كولومبي.

### سبتمبر
- 22 سبتمبر – ألبارو موتيس (مواليد 1923) روائي كولومبي.

### ديسمبر
- 25 ديسمبر – لويس هومبيرتو غوميز غالو (مواليد 1962) سياسي كولومبي.